# 庫薩平

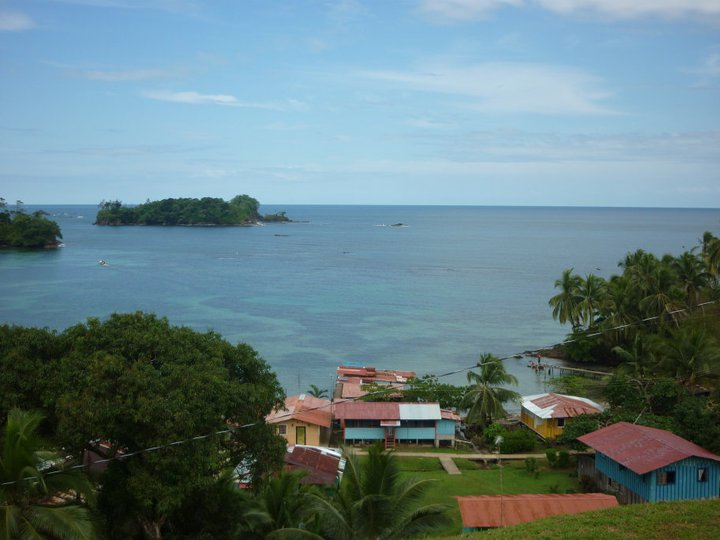
庫薩平

庫薩平（西班牙語：Kusapín），是巴拿馬的城鎮，位於該國西北部，由恩戈貝-布格雷特區的庫薩平區負責管轄，面積23.1平方公里，2010年人口3,080，人口密度每平方公里133.3人。